# Paola Di Benedetto
Paola Di Benedetto (Vicenza, 8 de enero de 1995) es una presentadora de televisión, conductora radiofónica, personalidad de televisión, showgirl, modelo y columnista italiana.

## Biografía
Paola Di Benedetto nació el 8 de enero de 1995 en Vicenza, en Véneto (Italia), de madre Antonella Di Benedetto y padre Nino Di Benedetto, ambos de origen siciliano. Nació junto con su hermano Giovanni de un parto gemelo.

## Carrera
Paola Di Benedetto se graduó del instituto técnico económico. Durante su adolescencia participó en algunos concursos de belleza. Ella ocupa el segundo lugar después de Miss Veneto, gana el título de Miss Grand Prix 3 y Miss Antenna Tre y está entre las finalistas de Miss Vicenza, ganando el título de Miss Model Girl. Trabaja como modelo, valet, presentadora y meteorina en los programas de la emisora local TVA Vicenza, como: Sportivamente Domenica (2012) y Diretta Biancorossa (2014-2015).
Posteriormente en 2015 participó en los videoclips Sei bellissima y La mia cameretta, ambos videoclips de Luca Bretta. Al año siguiente, en 2016, participó en el videoclip Bomber de Il Pagante.
En 2016 participó en las selecciones de Miss Italia; posteriormente comenzó a trabajar para la televisión nacional: es el personaje de la Madre Naturaleza en el penúltimo episodio de Ciao Darwin 7 - La resurrezione  emitido en Canale 5 con la conducción de Paolo Bonolis y Luca Laurenti y, posteriormente, ingresa al elenco de bailarinas de Colorado emitido en Italia 1, en el que fue elegida Miss Colorado. También en 2016 participó en el comercial de TIM. Al año siguiente, en 2017, participó como comentarista habitual del programa Casa Chi, emitido en la plataforma 361TV.
En 2018 participó en la decimotercera edición de L'isola dei famosi emitido en Canale 5 con la conducción de Alessia Marcuzzi, siendo luego eliminada provisionalmente en la sexta semana y definitivamente en la siguiente, quedando decimotercera de veinte competidoras. En el mismo año participó en el programa Tiki Taka - Il calcio è il nostro gioco, emitido en Italia 1 con la conducción de Pierluigi Pardo.
Entre noviembre de 2018 y enero de 2019 fue una de las comentaristas del programa Mai Dire Talk en Italia 1 conducido por Mago Forest y Gialappa's Band. En 2019 participó como comentarista de los programas de entrevistas Mattino Cinque, Pomeriggio Cinque y Domenica Live. En el mismo año fue víctima del programa emitido en Italia 1 Le Iene.
Del 8 de enero al 8 de abril de 2020 participó en la cuarta edición de Grande Fratello VIP emitido en Canale 5 con la conducción de Alfonso Signorini, saliendo ganadora con el 56% de las preferencias frente a Paolo Ciavarro, decidiendo donar la totalidad del premio en metálico de 100 000 euros en caridad a Mediafriends para apoyar la lucha contra el COVID-19 y no solo la mitad como prevé el reglamento. Con esta victoria se convirtió la octava mujer en ganar una edición del formato Grande Fratello y la segunda mujer en ganar una edición de la versión VIP del reality show.
En otoño de 2020 condujo el programa Disconnessi On the Road, junto con Paolo Ciavarro y Giulia Salemi, emitido al final de la tarde en Italia 1. El 10 de noviembre de 2020 publicó su primer libro publicado por Mondadori Rizzoli, Se ci credi. Ci vogliono testa e cuore. En el mismo año participa como competidor en el programa Giù in 60 secondi - Adrenalina ad alta quota. También en 2020 participó en el programa E poi c'è Cattelan, emitido en Sky Uno con la conducción de Alessandro Cattelan.
A partir de 2020 comenzó a trabajar como locutora de radio para estaciones de radio como RTL 102.5 y Radio Zeta. En 2021 fue víctima del cuarto episodio de la decimoquinta edición del programa Scherzi a parte, emitido en Canale 5 con la conducción de Enrico Papi. En 2021 y 2022 condujo los programas Hot Factor y Ante Factor, ambos derivados de X Factor transmitidos por Sky Uno y TV8. En los mismos años presentó RTL 102.5 Power Hits Summer.
En 2022 fue anfitrión de Rai 1 junto con Roberta Capua y Ciro Priello PrimaFestival, un spin-off del Festival de Sanremo. En el mismo año participó como competidor en el concurso Soliti ignoti - Il ritorno, emitido en Rai 1 con la conducción de Amadeus y participó en el comercial de Acqua Vitasnella. En 2022 fue coanfitrión con Jody Cecchetto y Camilla Ghini Radio Zeta Future Hits Live, transmitido por TV8 y RTL 102.5 TV.
El 31 de enero de 2023 participó como competidor en el equipo Millennials junto a Emanuel Caserio, Alessandro Egger y Soleil Sorge en el programa Boomerissima, emitido en Rai 2 con la conducción de Alessia Marcuzzi. En el mismo año participa, junto al actor Giacomo Giorgio, en el video musical Come vuoi de Geolier. El 21 de mayo del mismo año presenta, junto a Gialappa's Band y Mago Forest, el primer episodio de GialappaShow, un programa de televisión emitido en TV8 dedicado a Gialappa's Band.

## Vida personal
Paola Di Benedetto desde 2014 hasta 2018 estuvo en una relación con el futbolista Matteo Gentili.
En 2018 mantuvo una relación de unos meses con Francesco Monte, conocido durante su participación en la decimotercera edición de L'isola dei famosi.
Desde junio del 2018 hasta junio del 2021 estuvo vinculada sentimentalmente con el cantante Federico Rossi del dúo musical Benji & Fede.
En el 2022 estuvo en una relación corta con el rapero Rkomi.

## Programas de televisión
| Año           | Título                                       | Cadeña      | Cadeña       | Role                     |
| ------------- | -------------------------------------------- | ----------- | ------------ | ------------------------ |
| 2012          | Miss Vicenza                                 | TVA Vicenza | TVA Vicenza  | Ella Misma / Concursante |
| 2012          | Miss Antenna Tre                             | TVA Vicenza | TVA Vicenza  | Ella Misma / Concursante |
| 2012          | Sportivamente Domenica                       | TVA Vicenza | TVA Vicenza  | Coanfitrión              |
| 2014-2015     | Diretta Biancorossa                          | TVA Vicenza | TVA Vicenza  | Conductora               |
| 2016          | Ciao Darwin 7 - La resurrezione              | Canale 5    | Canale 5     | Madre naturaleza         |
| 2017-2018     | Colorado                                     | Italia 1    | Italia 1     | Bailarina y valetta      |
| 2018          | L'isola dei famosi 13                        | Canale 5    | Canale 5     | Ella Misma / Concursante |
| 2018-2019     | Mai Dire Talk                                | Canale 5    | Canale 5     | Columnista               |
| 2019          | Mattino Cinque                               | Canale 5    | Canale 5     | Columnista               |
| 2019          | Pomeriggio Cinque                            | Canale 5    | Canale 5     | Columnista               |
| 2019          | Domenica Live                                | Canale 5    | Canale 5     | Columnista               |
| 2019          | Le Iene                                      | Italia 1    | Italia 1     | Víctima                  |
| 2020          | Grande Fratello VIP 4                        | Canale 5    | Canale 5     | Concursante / Ganadora   |
| 2020          | Disconnessi On the Road                      | Italia 1    | Italia 1     | Coanfitrión              |
| 2020          | Giù in 60 secondi - Adrenalina ad alta quota | Italia 1    | Italia 1     | Ella Misma / Concursante |
| 2020          | E poi c'è Cattelan                           | Sky Uno     | Sky Uno      | Estrella invitada        |
| 2021          | Scherzi a parte 15                           | Canale 5    | Canale 5     | Víctima                  |
| 2021-presente | RTL 102.5 Power Hits Estate                  | TV8         | TV8          | Conductora               |
| 2021-2022     | Hot Factor                                   | Sky Uno     | TV8          | Conductora               |
| 2021-2022     | Ante Factor                                  | Sky Uno     | TV8          | Conductora               |
| 2022          | Soliti ignoti - Il ritorno                   | Rai 1       | Rai 1        | Ella Misma / Concursante |
| 2022          | PrimaFestival                                | Rai 1       | Rai 1        | Coanfitrión              |
| 2022          | Radio Zeta Future Hits Live                  | TV8         | RTL 102.5 TV | Conductora               |
| 2023          | Boomerissima                                 | Rai 2       | Rai 2        | Ella Misma / Concursante |
| 2023          | GialappaShow                                 | TV8         | Sky Uno      | Coanfitrión              |

## Televisión web
| Año  | Título   | Plataforma | Role       |
| ---- | -------- | ---------- | ---------- |
| 2017 | Casa Chi | 361TV      | Columnista |

## Radio
| Año           | Título                     | Cadeña     | Role       |
| ------------- | -------------------------- | ---------- | ---------- |
| 2020-presente | Generazione Zeta           | Radio Zeta | Conductora |
| 2020-presente | Miseria e nobiltà week-end | RTL 102.5  | Conductora |
| 2021-presente | The Flight                 | RTL 102.5  | Conductora |

## Filmografía

### Actriz

#### Videoclips
| Año  | Título           | Artista     |
| ---- | ---------------- | ----------- |
| 2015 | Sei bellissima   | Luca Bretta |
| 2016 | La mia cameretta | Luca Bretta |
| 2016 | Bomber           | Il Pagante  |
| 2023 | Come vuoi        | Geolier     |

## Campañas publicitarias
| Año  | Título           |
| ---- | ---------------- |
| 2016 | TIM              |
| 2022 | Acqua Vitasnella |

## Obras
- Di Benedetto, Paola (2020).  Rizzoli, ed. Se ci credi. Ci vogliono testa e cuore. ISBN 9788817154185.